# 全訊光柵
全訊光柵是一種透過兩束雷射干涉形成特定條紋的繞射光柵，其駐波圖案顯示在塗有光刻膠的拋光襯底上。